# Diadromus arrisor
Diadromus arrisor là một loài tò vò trong họ Ichneumonidae.